# Wagon Wheels
Wagon Wheels é um filme norte-americano de 1934, do gênero faroeste, dirigido por Charles Barton e estrelado por Randolph Scott e Gail Patrick.

## Sinopse
Caravana segue do Missouri para o Oregon, tendo por guia Clint Belmet, um fugitivo da Lei. No caminho, são atacados por índios e malfeitores, como Murdock, que dissemina a discórdia para favorecer negociantes de peles estrangeiros.

## Elenco
| Ator/Atriz     | Personagem       |
| -------------- | ---------------- |
| Randolph Scott | Clint Belmet     |
| Gail Patrick   | Nancy Wellington |
| Billy Lee      | Sonny Wellington |
| Monte Blue     | Kenneth Murdock  |
| Raymond Hatton | Jim Burch        |
| Jan Duggan     | Abby Masters     |
| Leila Bennett  | Hetty Masters    |
| Olin Howlin    | Bill O'Meary     |
| Julian Madison | Lester           |